# 北高加索经济地区
北高加索经济地区（俄语：Се́веро-Кавка́зский экономи́ческий райо́н），又译北高加索经济区，是俄罗斯的12个经济地区之一。
北高加索经济区盛产石油、天然气和煤。主要城市有顿河畔罗斯托夫、克拉斯诺达尔、格罗兹尼、弗拉季高加索和新罗西斯克。索契为著名度假胜地。农业机械、煤炭、石油和天然气是主要产业。库班河流域是肥沃的黑土地带，为俄罗斯主要产粮地之一。此地为小麦、糖用甜菜、烟草、大米和葵花籽的种植地，也是养牛的地域。主要运输河流有顿河、库马河、捷列克河和伏尔加-顿河运河。

## 联邦主体
- 阿迪格共和国
- 车臣共和国
- 达吉斯坦共和国
- 印古什共和国
- 卡巴尔达-巴尔卡尔共和国
- 卡拉恰伊-切尔克斯共和国
- 克拉斯诺达尔边疆区
- 北奥塞梯-阿兰共和国
- 罗斯托夫州
- 斯塔夫罗波尔边疆区
- 克里米亚共和国（不获国际承认）[1]
- 塞瓦斯托波尔市（不获国际承认）
- 扎波罗热州（不获国际承认）
- 赫尔松州（不获国际承认）[2]

## 经济
2008年，北高加索经济区几乎占全国GDP的6%。 这里有俄罗斯联邦问题最严重的几个地区，包括车臣共和国和其他种族关系高度紧张的共和国。 经济水平远低于整个国家的平均水平。 人均GDP只有联邦平均水平的一半，生产率和工资也很低。 农业就业远高于全国平均水平。